# Banknoten- und Münzenproduktionsorganisation (Iran)
Die Banknoten- und Münzenproduktionsorganisation (persisch سازمان تولید اسکناس و مسکوک) in Iran ist die offizielle Sicherheitsdruckerei und Münzprägeanstalt der Islamischen Republik Iran.